# Сысоев, Фома Филиппович
Фома́ Фили́ппович Сысо́ев (3 декабря 1895, д. Ешмаково, Глазовский уезд, Вятская губерния, Российская империя — 23 апреля 1974, Ижевск, УАССР, СССР) — советский учёный, врач-офтальмолог, организатор здравоохранения, педагог, общественный деятель. Профессор (1958). Заслуженный врач РСФСР (1941), заслуженный деятель науки УАССР (1958). Известен как организатор борьбы с трахомой в Удмуртии.

## Биография
Фома Филиппович Сысоев родился 3 декабря 1895 года в деревне Ешмаково (ныне — на территории Юкаменского района Удмуртской Республики). В 1925 году окончил медицинский факультет Пермского университета. С 1937 года его педагогическая и научная деятельность связана с Ижевским государственным медицинским институтом (ныне — Ижевская государственная медицинская академия).
В 1941 году Сарапульским райвоенкоматом был призван в ряды Красной Армии, с июля — на фронте Великой Отечественной войны. Воевал на Калининском и 2-м Прибалтийском фронтах, являлся начальником медицинского отделения эвакогоспиталя № 429. В дни бомбёжки немецкой авиацией Торжка спасал жизни раненых, не обращая внимания на рвущиеся вблизи снаряды.
По окончании войны Фома Филиппович вернулся в ИГМИ и до 1967 года занимал должность заведующего кафедрой глазных болезней. В этот период в Удмуртии шла работа по ликвидацией трахомы, которая являлась основной причиной слепоты в то время (в некоторых деревнях количество заболевших достигало до 90 % населения). Трахома, как массовое заболевание, была ликвидирована к 1958 году, в том числе благодаря усилиям Фомы Филипповича. За научный и практический вклад в проблемы ликвидации этой болезни учёному было присвоено звание профессора. В 1958 году он был командирован в Китай для передачи опыта в организации борьбы с трахомой.
Фома Филиппович Сысоев является автором 37 научных публикаций, в числе которых 3 монографии, 3 учебников для средних медработников по вопросам лечения и профилактики глазных болезней. С 1947 по 1959 годы избирался депутатом Верховного Совета Удмуртской АССР. Его имя занесено в Почётную книгу трудовой славы и героизма Удмуртской Республики. Награждён орденом Красной Звезды, двумя орденами Трудового Красного Знамени, орденом «Знак Почёта».